# بانداك

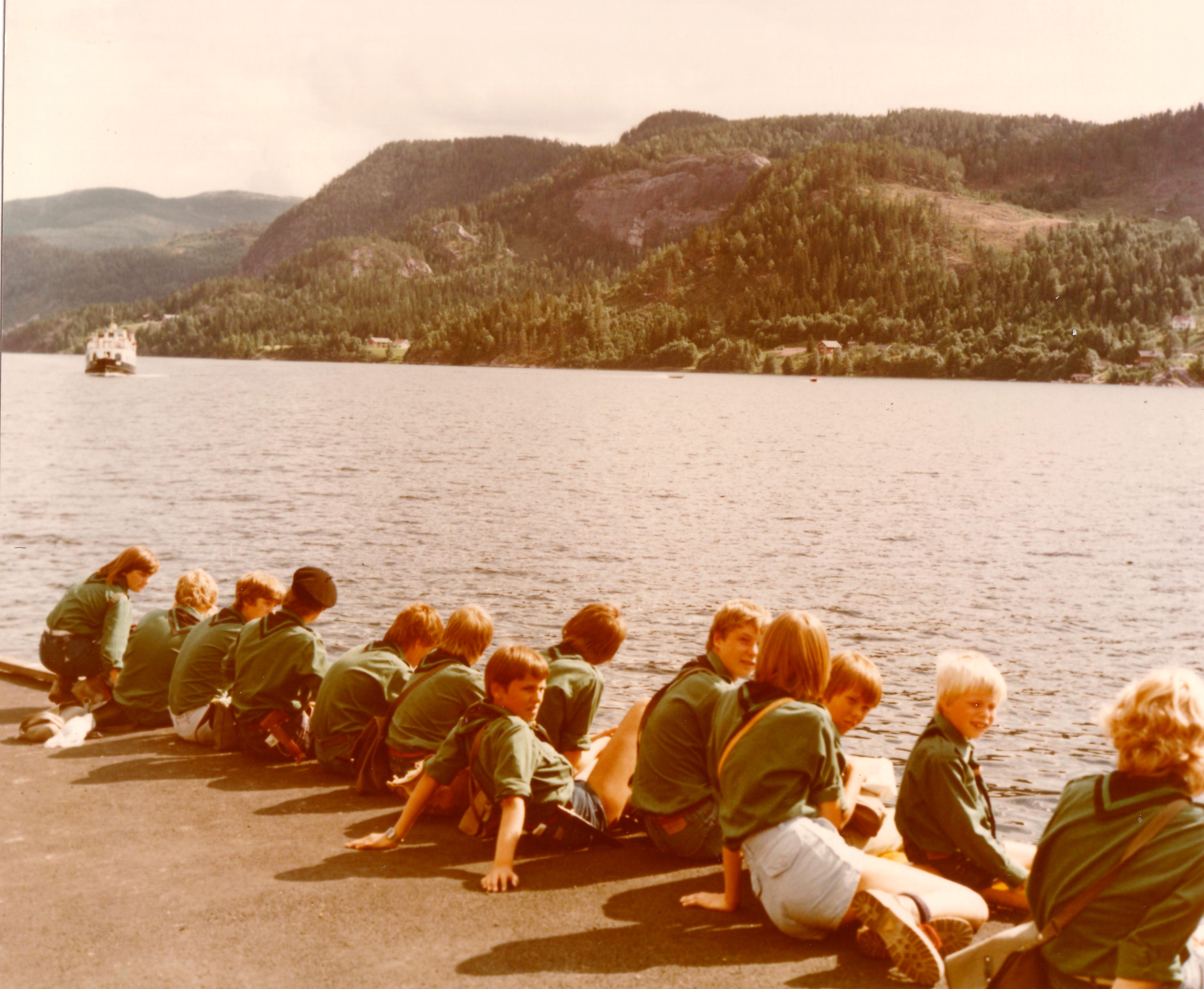
بحيرة بانداك

بانداك هي بحيرة في بلديات كفيتسايد وتوكه في مقاطعة تلمارك، النرويج. البحيرة والتي هي جزء من طريق قناة تلمارك، وتنتمي إلى تجمعات مياه شين. نهر توكي يصب في البحيرة، والمأخذ هو عن طريق نهر سترومنا، لكيفايتساتفاي.
محطة توليد الطاقة الكهرومائية توكي تستخدم الضاغط الهيدروليكي من بحيرة فينجي إلى بحيرة البندك من ~ 394 متر لتوليد الكهرباء. وهي واحدة من أكبر محطات توليد الكهرباء شمال أوروبا مع إنتاج بعض 440000 كيلووات.

## روابط خارجية
- An overview of Tokke municipality in which Bandak partially lies.